# Chrysobothris spinicollis
Chrysobothris spinicollis es una especie de escarabajo del género Chrysobothris, familia Buprestidae. Fue descrita científicamente por Théry en 1911.